# Crítica de arte

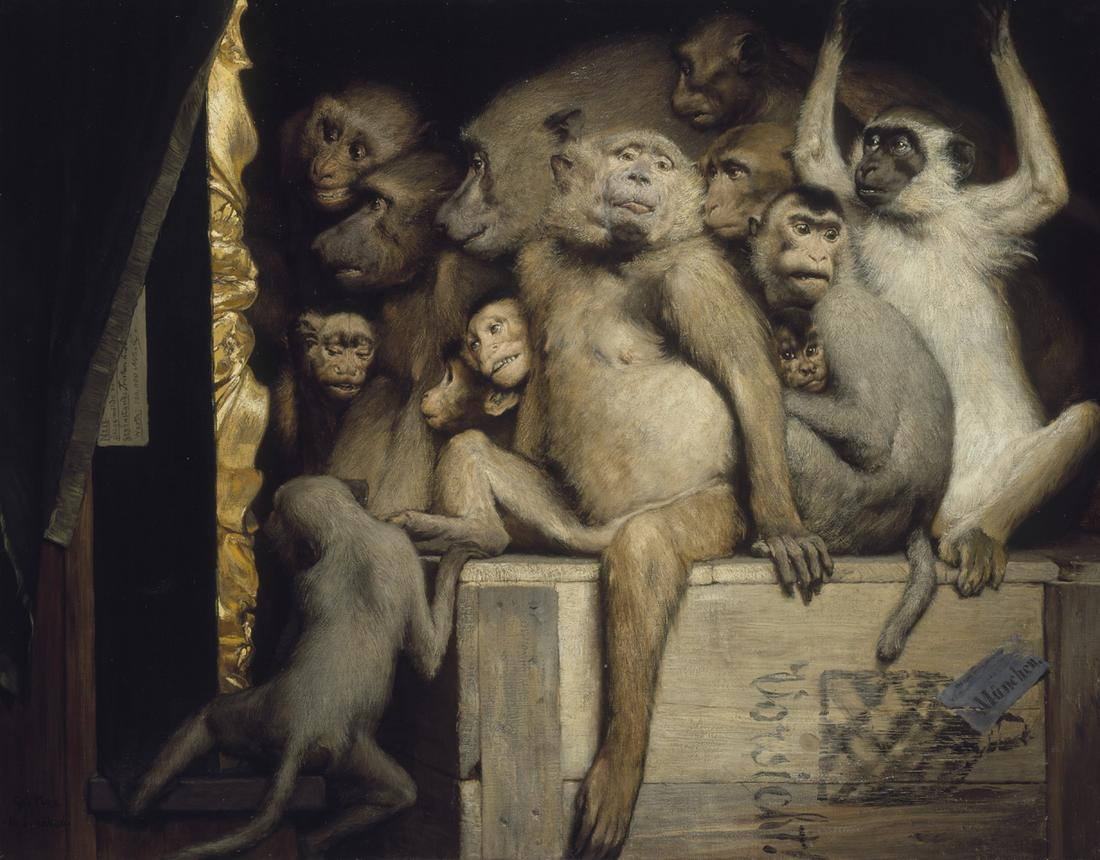
Macacos como juízes de arte, 1889, Gabriel von Max

Crítica de arte é a discussão ou avaliação das artes visuais. Os críticos de arte geralmente criticam a arte no contexto da estética ou da teoria da beleza. Um objetivo da crítica de arte é a busca de uma base racional para a apreciação da arte, mas é questionável se tal crítica pode transcender as circunstâncias sociopolíticas predominantes.
A variedade de movimentos artísticos resultou em uma divisão da crítica de arte em diferentes disciplinas que podem usar critérios diferentes para seus julgamentos. A divisão mais comum no campo da crítica é entre crítica histórica e avaliação, uma forma de história da arte, e crítica contemporânea do trabalho de artistas vivos.
Apesar das percepções de que a crítica de arte é uma atividade de risco muito menor do que fazer arte, as opiniões sobre a arte atual estão sempre sujeitas a correções drásticas com o passar do tempo. Os críticos do passado são muitas vezes ridicularizados por dispensar artistas agora venerados (como os primeiros trabalhos dos impressionistas). Alguns movimentos artísticos foram nomeados de forma depreciativa pelos críticos, com o nome mais tarde adotado como uma espécie de distintivo de honra pelos artistas do estilo (por exemplo, Impressionismo, Cubismo), com o significado original negativo esquecido.
Os artistas muitas vezes tiveram um relacionamento difícil com seus críticos. Os artistas geralmente precisam de opiniões positivas dos críticos para que seu trabalho seja visto e comprado; infelizmente para os artistas, somente as gerações posteriores poderão entendê-lo.

## Definição
A crítica de arte tem muitos e muitas vezes numerosos pontos de vista subjetivos que são quase tão variados quanto as pessoas que a praticam. É difícil chegar a uma definição mais estável do que a atividade relacionada à discussão e interpretação da arte e seu valor. Dependendo de quem está escrevendo sobre o assunto, a própria "crítica de arte" pode ser obviada como um objetivo direto ou pode incluir a história da arte em sua estrutura. Independentemente dos problemas de definição, a crítica de arte pode se referir à história do ofício em seus ensaios e a própria história da arte pode usar métodos críticos implicitamente. De acordo com o historiador da arte R. Siva Kumar, "As fronteiras entre a história da arte e a crítica de arte... não são mais tão firmemente traçadas como costumavam ser. Talvez tenha começado com os historiadores da arte se interessando pela arte moderna."

## Metodologia
A crítica de arte inclui um aspecto descritivo, onde a obra de arte é suficientemente traduzida em palavras para permitir que um caso seja feito. A avaliação de uma obra de arte que segue a descrição (ou se intercala com ela) depende tanto da produção do artista quanto da experiência do crítico. Há em uma atividade com um componente subjetivo tão marcante uma variedade de maneiras pelas quais ela pode ser exercida. Como extremos em um espectro possível,  enquanto alguns preferem simplesmente observar as impressões imediatas causadas por um objeto artístico, outros preferem uma abordagem mais sistemática, recorrendo ao conhecimento técnico, à teoria estética privilegiada e ao contexto sociocultural conhecido em que o artista está imerso para discernir sua intenção.

## Hoje
Os críticos de arte hoje trabalham não apenas na mídia impressa e em revistas especializadas de arte, bem como em jornais. Críticos de arte também aparecem na internet, TV e rádio, bem como em museus e galerias. Muitos também são empregados em universidades ou como arte-educadores para museus. Os críticos de arte organizam exposições e são frequentemente contratados para escrever catálogos de exposições. Os críticos de arte têm sua própria organização, uma organização não governamental da UNESCO, chamada Associação Internacional de Críticos de Arte, que tem cerca de 76 seções nacionais e uma seção política não alinhada para refugiados e exilados.

### Blogs de arte
Desde o início do século XXi, sítios de crítica de arte online e blogs de arte surgiram em todo o mundo para adicionar suas vozes ao mundo da arte.